# Установка фракціонування Сабіна
Установка фракціонування Сабіна — підприємство нафтохімічної галузі у штаті Техас.
Чим більш важку сировину використовують в своїй роботі парові крекінг-установки, тим більше у їх продукції міститься більш важких, аніж етилен, вуглеводнів — пропілену, фракції С4 (бутадієн, бутени). Оскільки бутадієн є вихідною сировиною для виробництва найбільш масових синтетичних каучуків, його вилучення може мати значну економічну цінність. З урахуванням цього на початку 2000-х років у Порт-Артурі (сотня кілометрів на північний схід від Х'юстона, на західному березі річки Сабін, що відділяє Техас від Луїзіани) спорудили установку фракціонування, яка б переробляла фракцію С4, отриману з:
- крекінг-установки в Діїр-Парк (південно-східна частина Х'юстона), що належить компанії Shell;
- крекінг-установки компаній BASF і Total, що стала до ладу у 2001 році в тому самому Порт-Артурі.
З'єднане з Порт-Артуром трубопроводом виробництво компанії Shell забезпечувало дві третини необхідної сировини (фракції С4), тоді як завод олефінів BASF/Total постачав третину. При цьому участь у проекті Сабіна, котрий вартував 225 млн доларів США, розподілялась так: Shell 60 %, BASF 24 % і Total 16 %.
Фракціонування дозволяло отримати до 400 тисяч тонн бутадієна на рік, який по трубопроводах спрямовувався на підприємства з виробництва резин та пластмас у Бомонті, Порт-Артурі та Оранджі.
Ізобутилен переробляли на самому проекті Сабіна за допомогою установки непрямого алкілювання потужністю 300 тисяч тонн на рік, котра випускала високооктанову присадку (ізооктан) з низьким вмістом сірки для додавання у моторні палива.
Що стосується н-бутену, то він використовувався для виробництва пропілену на ще одній установці комплексу в Порт-Артурі.
Наприкінці 2000-х внаслідок «сланцевої революції» з природного газу почалась сепарація великих додаткових обсягів гомологічних наступників метану, що призвело як до спорудження орієнтованих переважно на етан нових крекінг-установок (LHC-9, Сідар-Байу, Бейтаун і т. д.), так і до модернізації існуючих з метою їх максимального переведення на більш економічно вигідну сировину. Таку модернізацію в 2013 році завершили і в Діїр-Парк, що призвело до різкого зменшення кількості важких олефінів та дієнів у вихідній продукції. Як наслідок, компанія Shell, що до того була основним постачальником сировини, вийшла з проекту Сабіна, після чого частки двох інших учасників стали відповідати їх володінню у крекінг-установці Порт-Артур.